# Gailtalské Alpy

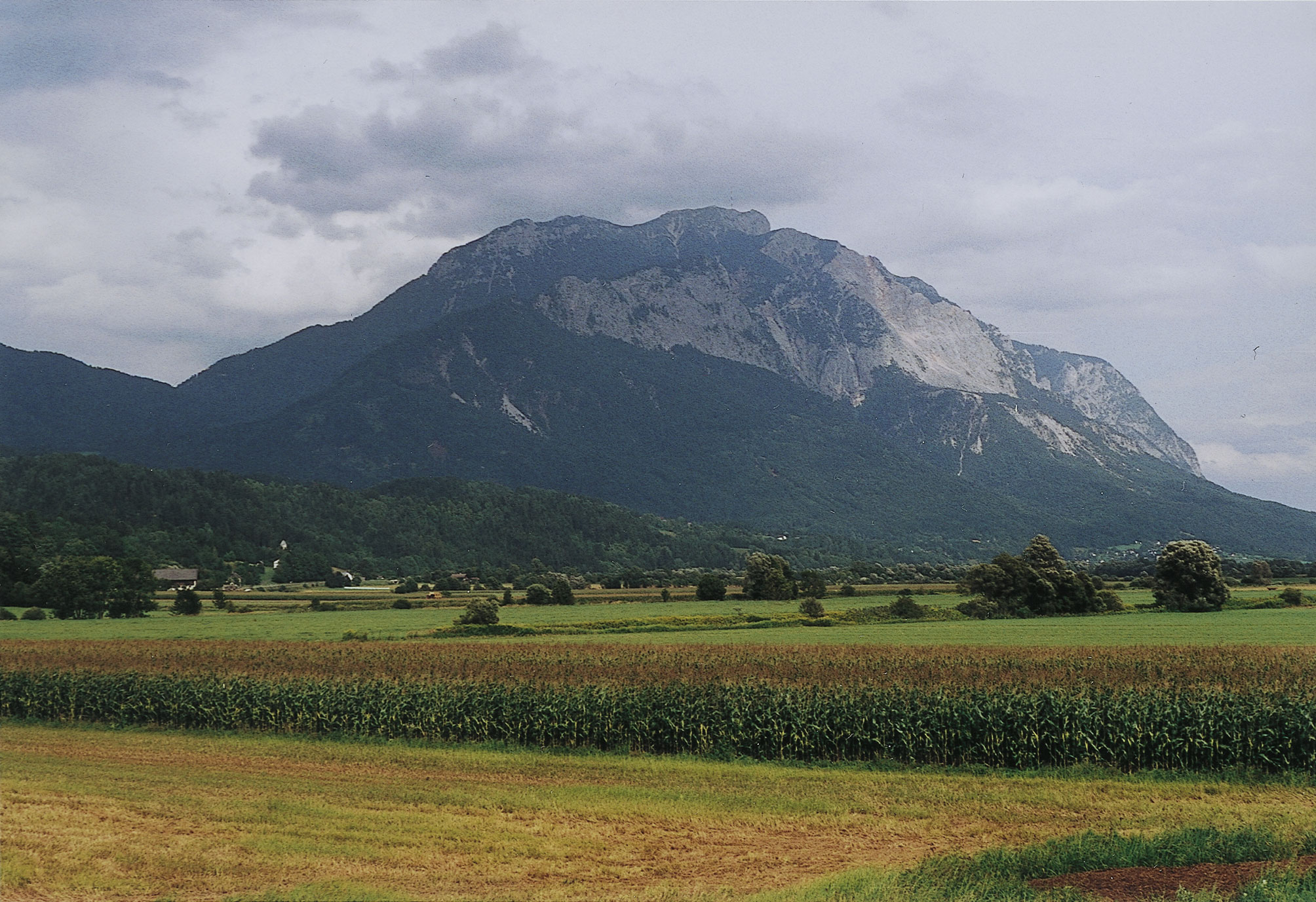
Dobratsch (Villacher Alpe)

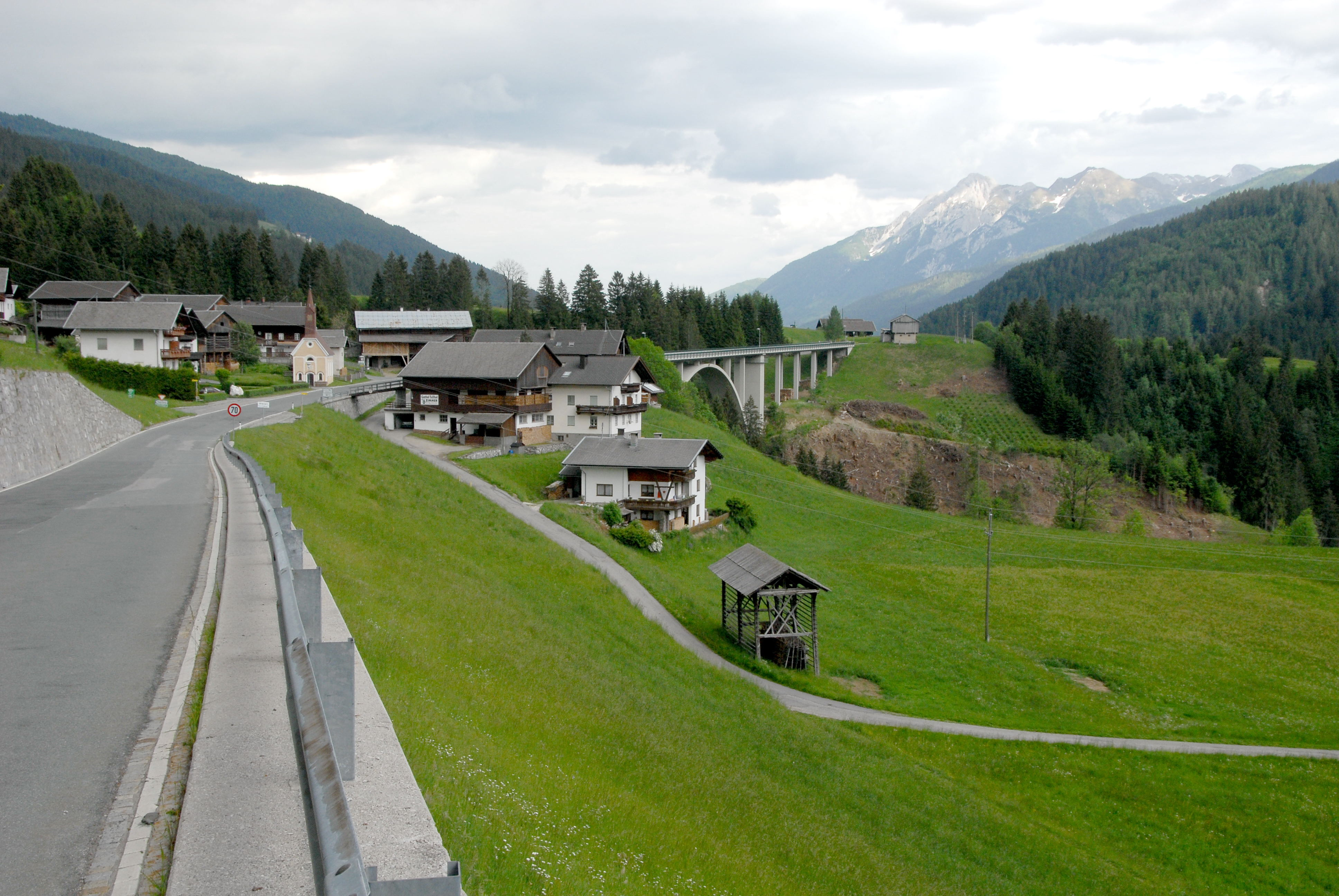
údolí Lesachtal

Gailtalské Alpy se rozkládají na území Korutan a Východního Tyrolska tvoří několik od sebe velmi odlišných pohoří. Zatímco převážná část pohoří, která je umístěná ve východních dvou třetinách je složená z dost nenápadných hor (s nějakými výjimkami), západní část – Lienzer Dolomiten dohání tento nedostatek dramatu. Základním stavebním kamenem je dolomit a vápenec. Celé území je tvořeno úzkým pásem horských hřebenů mezi řekami Dráva (sever) a Gail (jih). Nejvyšším vrcholem je Grosse Sandspitze (2772) v celku Lienzener Dolomiten. Rozloha celé oblasti Gailtaler Alpen je 1300 km².

## Rozdělení na jednotlivé celky

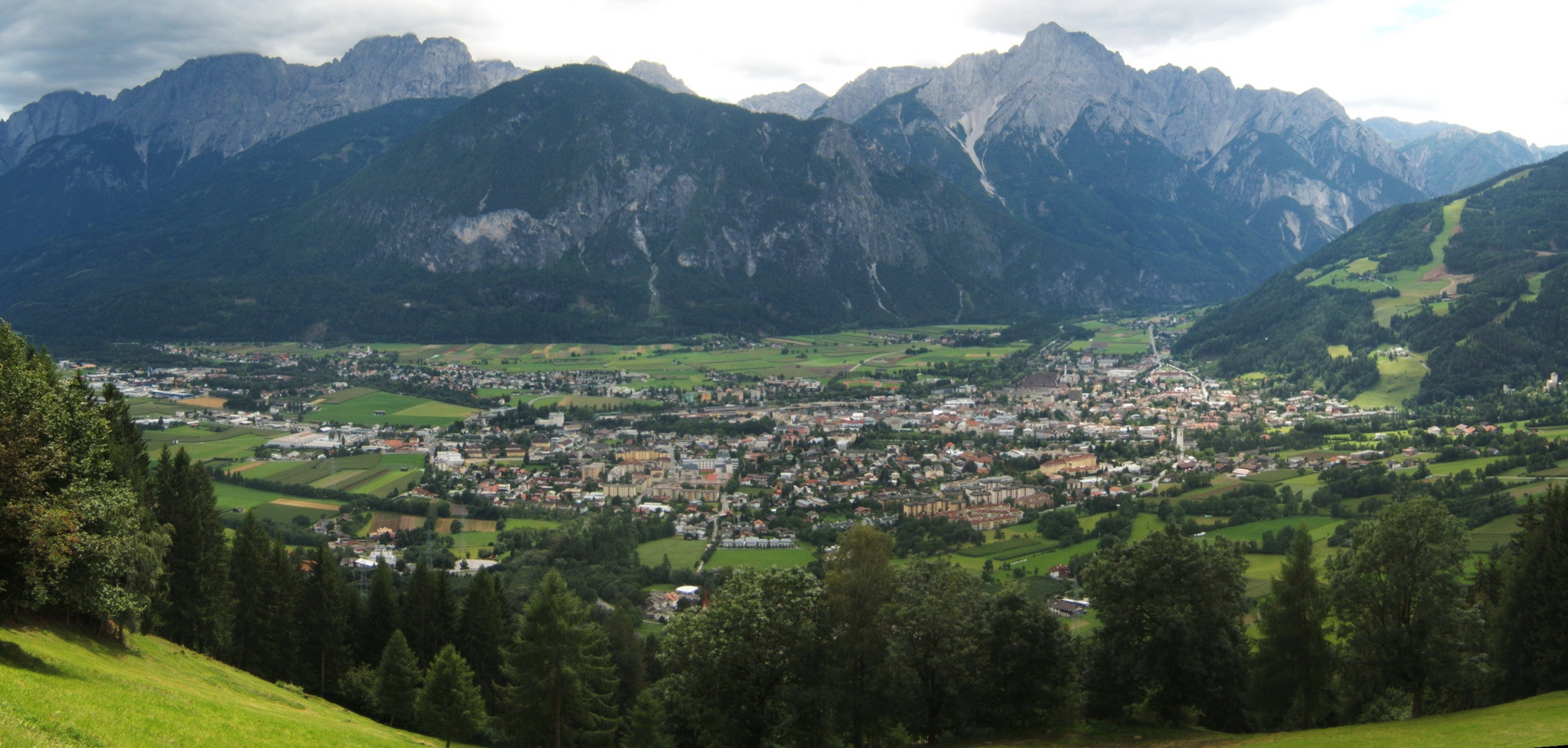
Lienz

Nejvyšší a patrně i nejvyhledávanější skupinou hor jsou Lienzské Dolomity, vápencové pohoří v blízkosti hlavního města Východního Tyrolska – Lienzu. Toto pohoří proslulo ve světě především pořádáním dnes již prestižního outdorového závodu Dolomitenmann. Zde také najdeme nejvyšší vrchol masivu – Grosse Sandspitze (Velká Písečná špice). Na tento divoce rozeklaný skalnatý masiv navazuje dále na východ o něco nižší skupina hor – Reisskofelkette (Reisskofel). V blízkosti jednoho z nejčistších jezer v Evropě – Weissensee leží malá horská skupina Weissensee Berge s nejvyšším vrcholem Latschur. Ještě dále na východ se tyčí v těsné blízkosti většího města Villach tzv. Villacher Berge (Dobratsch, rovněž přístupný po vysokohorské silnici)

## Významné vrcholy
- Grosse Sandspitze – 2772 m n. m.
- Spitzkofel – 2717 m n. m.
- Hochstadel – 2681 m n. m.
- Riesskofel – 2371 m n. m.
- Torkofel – 2275 m n. m.
- Latschur – 2236 m n. m.
- Dobratsch – 2166 m n. m.
- Spitzegel – 2119 m n. m.

## Významná údolí
- Lesachtal
- Obergailtal
- Untergailtal
- Gitschtal
- Oberdrautal
- Unterdrautal

## Turismus
Lidé v údolí Drávy mezi Lienzskými Dolomity a skupinou Villacher Alpe se od pradávna živili výrobou olova. Dnes je hlavním zdrojem obživy turismus. Mezi hlavní turistická centra patří : jezero Weissensee s několika kempy a sportovním vyžitím. Jezero je téměř 100 metrů hluboké a má fjordovitý tvar. Druhé významné jezero je Pressegger See na východ od města Hermagor (hlavní město údolí Gailtal). Jezero je zapuštěno ve velké slatině a dříve bývalo až 6krát větší. Postupně se ale ztrácí v bahně a porostu. Je to také místo pro náboženská shromáždění. Poblíž jezera je celá řada hotelů. Dalším turistickým magnetem je město Lienz, samotné Lienzské Dolomity, vrchol Dobratsch kde téměř až na vrchol vede silnice. Na samotném vrcholu pak stojí vysílač a chata Walter Haus. Gailtalské Alpy jsou ale také oblíbené u lyžařů. Zejména pak sjezdovky a lanovky v oblasti vrcholu Goldeck (2139), ležícího nad městem Spittal a.d. Drau.
Panoramatická silnice Goldeck měří 14,5 km a veden ze Zlanu (součást obce Stockenboi)  na parkoviště Seetal (1883 m) pod jižními svahy hory Goldeck (2142 m).